# DSR-50
El DSR-Precision DSR-50 es un fusil de francotirador de cerrojo anti-material bullpup desarrollado y fabricado por la empresa alemana DSR-Precision GmbH, siendo esencialmente un DSR-1 agrandado y calibrado para el cartucho 12,7 x 99 OTAN.

## Diseño y características
El DSR-50 se basa en el fusil de francotirador DSR-1, e incluye modificaciones necesarias para disparar el cartucho más potente 12,7 x 99 OTAN, incluyendo un amortiguador de retroceso hidráulico en la culata y un innovador accesorio de boca. Este aparato, descrito como un "compensador de fogonazo", es una combinación de silenciador y freno de boca, y es notable en su intento al moderar el fogonazo del 12,7 x 99 OTAN y su retroceso, a diferencia de los fusiles de gran calibre contemporáneos, que usualmente solo están equipados con frenos de boca. Al igual que el DSR-1, este fusil conserva su configuración bullpup, lo que permite un cañón más largo mientras conserva una longitud total más corta, que es una consideración importante para cartuchos de gran calibre tales como el 12,7 x 99 OTAN, y se concentra el equilibrio del arma hacia la culata, compensando los pesados accesorios estándar en la boca del cañón del DSR-50. Este fusil también conserva algunas de las características del DSR-1, tales como un bípode montado sobre el cañón, un monópode, el cañón  de flotación libre, carrillera totalmente ajustable, culata y un soporte para el cargador en la parte frontal.